# 水元あきつぐ
水元 あきつぐ（みずもと あきつぐ、1973年8月12日 - ）は、神奈川県出身の漫画家。本名・旧ペンネームは水元 昭嗣（読み同じ）。東京コミュニケーションアート専門学校卒業生。
現在の連載作品は性癖クラブ、サムライアリ インビジブル ZERO。
ホップ☆ステップ賞は1993年10月期、1994年1月期と2度受賞している。週刊少年ジャンプにて1997年連載デビュー。

## 作品リスト
- 『ANEBUN』(ヤングアニマル創刊記念大賞 選外佳作)

### 水元昭嗣名義
- RAI(週刊少年ジャンプ1995SUMMER SPECIAL) - ホップ★ステップ賞SELECTION16に収録(ホップ☆ステップ賞は1993年9月期、10月期、1994年1月期と3度受賞)
- KIDS(手塚賞1995下半期 第50回佳作) めざせ漫画家！手塚赤塚賞受賞作品集17に収録
- HEY!HEY!LIFE!!（週刊少年ジャンプ1996SPRING SPECIAL）
- HEY!HEY!LIFE!!（週刊少年ジャンプ1997年5号）
- 画-ROW（赤マルジャンプ1997 SUMMER） -49P
- 画-ROW（週刊少年ジャンプ 1998年1号 - 11号、全1巻・全9話）
- RAI（赤マルジャンプ1999SUMMER） - センターカラー - 49P

### 水元あきつぐ名義
- @NOMALY<アノマリー>(赤マルジャンプ2000SUMMER)- センターカラー - 47P
- 夢から醒めたら(月刊少年チャンピオン2010年8月号)
- マンガ　コハダは大トロよりなぜ儲かるのか？
- グルメ学園トリコ(最強ジャンプ2010年12月～2016年12月 全9巻)
- 渋谷ハチ公前(月刊電撃コミックジャパン 2011年2月～2012年7月 全1巻) - 藤沢とおる原作
- 天空の鳶(NICKER Sryle) - 原作：新田哲嗣
- ヒロセ物語 - 原作：新田哲嗣
- デッドランキング（マンガボックス 2017年9月～2020年3月 全4巻)
- 性癖クラブ(コミックシーモア、他 2021年11月〜連載中) - ネーム原作： 芹沢直樹
- サムライアリ～インビジブルZERO（マンガボックス) - TBSとマンガボックスによるドラマ「インビジブル」のスピンオフ企画[3][4]
- マンガ　コハダは大トロよりなぜ儲かるのか？ ‐ ダイヤモンド社 2011年12月発売
- トレンド・プロ『ヒロセ物語: 株式会社ヒロセの人間力育成秘話』（原作： 新田哲嗣）2016年5月発売

## 出演
- サキよみ ジャンBANG!（テレビ東京、2013年12月6日） - ＃240「最強ジャンプ2周年特別企画!」に出演

## 師匠
- 桐山光侍
- 玉井雪雄
- 藤沢とおる